# Марек Матейовський
Марек Матейовський (чеськ. Marek Matějovský, МФА: [ˈmarɛk ˈmacɛjofskiː]; 20 грудня 1981, Брандіс-над-Лабем) — чеський футболіст, півзахисник клубу «Млада Болеслав».
Насамперед відомий виступами за клуби «Спарта» (Прага) та англійський «Редінг», а також національну збірну Чехії.

## Клубна кар'єра
У дорослому футболі дебютував 1999 року виступами за команду клубу «Млада Болеслав», в якій провів два сезони, взявши участь у 16 матчах чемпіонату. 
Протягом 2001—2003 років захищав кольори команди клубу «Яблонець».
Своєю грою за останню команду знову привернув увагу представників тренерського штабу клубу «Млада Болеслав», до складу якого повернувся 2003 року. Цього разу відіграв за команду з Млада Болеслава наступні п'ять сезонів своєї ігрової кар'єри. Більшість часу, проведеного у складі «Млада Болеслава», був основним гравцем команди.
2008 року уклав контракт з англійським клубом «Редінг», у складі якого провів наступні два роки своєї кар'єри гравця. Граючи у складі «Редінга» також здебільшого виходив на поле в основному складі команди.
До складу клубу «Спарта» (Прага) приєднався 2010 року. Відіграв за празьку команду 150 матчів у національному чемпіонаті.
Сезон 2016–17 Марек на правах оренди провів у складі «Млада Болеслав». З 2017 року повернувся остаточно до команди та увійшов в історію, як гравець який провів найбільшу кількість матчів за команду, станом на 6 червня 2023 року 270 матчів.
8 грудня 2024 року став найстаршим бомбардиром ліги забивши хет-трик у матчі сезону 2024–25 проти «Градець-Кралове» у віці 42 років, 11 місяців і 18 днів. Загалом станом на 8 грудня 2024 року відіграв за клуб з Млада Болеслава 327 матчів у національному чемпіонаті.

## Виступи за збірну
2007 року дебютував в офіційних матчах у складі національної збірної Чехії. Провів у формі головної команди країни 15 матчів, забивши один гол.
У складі збірної був учасником чемпіонату Європи 2008 року в Австрії та Швейцарії.

### Статистика виступів за збірну
| Чехія | Чехія | Чехія |
| Рік   | Матчі | Голи  |
| ----- | ----- | ----- |
| 2007  | 6     | 1     |
| 2008  | 6     | 0     |
| 2009  | 3     | 0     |
| Разом | 15    | 1     |

## Титули і досягнення
- Чемпіон Чехії (1):

«Спарта» (Прага): 2013-14
- Володар Кубка Чехії (1):

«Спарта» (Прага): 2013-14
- Володар Суперкубка Чехії (2):

«Спарта» (Прага): 2010, 2014